# لويس ميسيل أكوستا
لويس ميسيل أكوستا (بالإسبانية: Luis Angel Acosta) هو سباح مكسيكي، ولد في 14 سبتمبر 1948 في مدينة مكسيكو في المكسيك.

## روابط خارجية
- لويس ميسيل أكوستا على موقع الاتحاد الدولي للسباحة (الإنجليزية)
- لويس ميسيل أكوستا على موقع SwimRankings.net (الإنجليزية)
- لويس ميسيل أكوستا على موقع اللجنة الأولمبية الدولية (الإنجليزية)
- لويس ميسيل أكوستا على موقع أوليمبيديا (الإنجليزية)